# (121756) Sotomejias
(121756) Sotomejias est un astéroïde de la ceinture principale.

## Description
(121756) Sotomejias est un astéroïde de la ceinture principale. Il fut découvert le 7 décembre 1999 aux monts Santa Catalina par le projet CSS (Catalina Sky Survey). Il présente une orbite caractérisée par un demi-grand axe de 2,96 UA, une excentricité de 0,16 et une inclinaison de 8,3° par rapport à l'écliptique.
Il est nommé d'après Vanessa Soto-Mejias, contributrice de la mission OSIRIS-REx, dont l'objet est l'étude de l'astéroïde (101955) Bénou.